# Juin 2006 en sport
Cette page concerne l'actualité sportive du mois de juin 2006.

## Jeudi1erjuin
- Football, demi-finales Championnat d'Europe Espoirs :
  - France 2 - 3 Pays-Bas.
  - Ukraine 0 - 0 Serbie-et-Monténégro (Ukraine qualifiée aux tirs au but).

## Vendredi2 juin
- Rugby à XV, demi-finales du Championnat de France Top 14 :
  - Biarritz olympique 12-9 USA Perpignan

## Samedi3 juin
- Rugby à XV, demi-finales du Championnat de France Top 14 :
  - Stade toulousain 12-9 Stade français.
- Athlétisme: la kényane Meseret Defar bat le record du monde du 5 000 m en 14:24.53 lors du meeting de New-York.

## Dimanche4 juin
- Sport automobile, Rallye de l'Acropole : le finlandais Marcus Grönholm met fin à la série de cinq victoires consécutives du français Sébastien Loeb en remportant la course.
- Sport automobile, Champcar : le français Sébastien Bourdais remporte à Milwaukee sa quatrième course de la saison.
- Vitesse moto: Valentino Rossi renoue avec la victoire en Moto GP. En 250 cm3, victoire de l'espagnol Jorge Lorenzo et de l'italien Mattia Pasini en 125 cm3.
- Football, Championnat d'Europe Espoirs : l'équipe des Pays-Bas bat en finale l'Ukraine par 3 à 0.

## Lundi5 juin
- Hockey sur glace, LNH : après avoir mené 3 à 1 à l'issue du 2e tiers temps, les Oilers d'Edmonton perdent le premier match de la finale de la Coupe Stanley 5 à 4 chez leurs adversaires, les Hurricanes de la Caroline. Le but décisif a été inscrit à 32 secondes du terme de la rencontre.

## Mercredi7 juin
- Hockey sur glace, LNH : les Hurricanes de la Caroline remporte à domicile le deuxième match de la série, 5 buts à 0, face aux Oilers d'Edmonton.

## Jeudi8 juin
- Basket-ball, NBA : les Dallas Mavericks battent à domicile le Miami Heat par 90 à 80 lors du premier match de la finale NBA.

## Vendredi9 juin
- Football : lors du match inaugural de la Coupe du monde, l'équipe d'Allemagne bat celle du Costa Rica.

## Samedi10 juin
- Rugby à XV, finale du championnat de France Top 14 : le Biarritz olympique conserve son titre en battant le Stade toulousain par 40 à 13.
- Tennis, Internationaux de France : la belge Justine Henin-Hardenne remporte son troisième titre à Roland-Garros en battant en 2 sets 6-4 , 6-4 la Russe Svetlana Kuznetsova.
- Basket-ball : le SLUC Nancy rejoint le Mans SB en finale de Pro A après avoir battu la SIG Strasbourg lors de la belle des 1/2 finale.
- Hockey sur glace, LNH : les Oilers d'Edmonton remportent le troisième match de la finale de la Coupe Stanley à domicile face aux Hurricanes de la Caroline par la marque de 2 à 1. Les Hurricanes mènent la série 2 à 1.

## Dimanche11 juin
- Tennis, Internationaux de France : le tenant du titre Rafael Nadal conserve son titre en battant le numéro un mondial Roger Federer en quatre sets 1-6, 6-1, 6-4, 7-6.
- Sport automobile, Grand Prix automobile de Grande-Bretagne de Formule 1 : l'espagnol Fernando Alonso remporte son cinquième grand prix de la saison devant Michael Schumacher et Kimi Räikkönen.
- Athlétisme: lors du meeting de Gateshead, le co-recordman du monde du 100 mètres a montré qu'il est bien le rival numéro un de Justin Gatlin en égalant à nouveau le record du monde de 9 s 77.
- Basket-ball, NBA : lors du deuxième match de la série à Dallas, les Dallas Mavericks battent le Miami Heat par 99 à 85. Dallas mène désormais la série par 2 à 0 avant de rendre à Miami pour les matchs suivants.
- Voile : Olivier de Kersauson, skipper de Geronimo, établit avec 13 j 22 h 38 min 28 s le nouveau record de la traversée du Pacifique Nord entre Yokohama et San Francisco détenu auparavant par son compatriote Bruno Peyron.
- Cyclisme, Critérium du Dauphiné libéré : victoire finale de l'américain Levi Leipheimer devant le français Christophe Moreau. Leipheimer sera par la suite déclassé.
- Golf, LPGA Championship : la coréenne Se Ri Pak remporte, avec le LPGA Championships, second Grand Chelem de l'année, son cinquième titre majeur. Elle devance en play-off l'australienne Karrie Webb.

## Lundi12 juin
- Hockey sur glace, LNH : les Hurricanes de la Caroline, après leur troisième victoire de la série, sur la glace des Oilers d'Edmonton par le score de 2 à 1, sont à un match de remporter la Coupe Stanley. La Caroline mène la série 3 à 1.
- Athlétisme : la Russe Gulfiya Khanafeyeva établit un nouveau record du monde du lancer du marteau avec un jet de 77m26 lors des championnats de Russie.

## Mardi13 juin
- Basket-ball, NBA : le Miami Heat remporte par 98 à 96 face aux Dallas Mavericks le troisième match de la série. Miami, encore mené de 13 points à 6 min 30 s de la fin du match, s'est appuyé sur le grand match de Dwyane Wade, 42 points et 13 rebonds, pour conserver l'espoir de remporter son premier titre NBA.

## Mercredi14 juin
- Hockey sur glace , LNH : les Oilers d'Edmonton sont allés battre les Hurricanes de la Caroline à Raleigh pour revenir à 3 à 2 dans la série. Ils remportent la rencontre 4 à 3 en prolongation.

## Jeudi15 juin
- Basket-ball, NBA : le Miami Heat bat à domicile les Dallas Mavericks par 98 à 74 lors du quatrième match de la finale NBA et égalise 2 victoires à 2. Prochain match à Miami.

## Samedi17 juin
- Hockey sur glace, LNH : les Oilers d'Edmonton égalisent dans la série en battant les Hurricanes de la Caroline 4 à 0. Le match décisif se déroule lundi le 19 juin à Raleigh sur la glace des Hurricanes de la Caroline.

## Dimanche18 juin
- Compétition automobile, 24 Heures du Mans : Audi rentre dans l'histoire en étant la première équipe à remporter les 24 Heures sur une voiture propulsée par un moteur diesel. la voiture de Frank Biela, Emanuele Pirro et Marco Werner devance la Pescarolo-Judd de Eric Hélary, Franck Montagny et Sébastien Loeb.
- vitesse Moto: : Valentino Rossi sur Yamaha remporte son 3e grand prix de la saison dans une course marqué par un énorme carambolage lors du départ, privant les 3 blessés Sete Gibernau, Loris Capirossi et Marco Mélandri du deuxième départ. En 250 cm3, victoire de l'italien Andrea Dovizioso sur Honda et de l'espagnol Alvaro Bautista sur Aprilia en 125 cm3.
- Basket-ball
  - Championnat de France: le Mans SB redevient champion de France 24 ans après son dernier titre en battant le SLUC Nancy au Palais omnisports de Paris-Bercy par 93 à 88. Son entraîneur, Vincent Collet, figurait dans l'équipe du Mans à l'époque.
  - NBA : le Miami Heat bat à domicile les Dallas Mavericks par 101 à 100, après prolongation, lors du cinquième match de la finale NBA et mène 3 victoires à 2 (match disputé le 18 juin aux États-Unis). Prochain match à Dallas.
- Golf: US Open de golf: l'Australien Geoff Ogilvy remporte son premier titre majeur avec un total général de 5 au-dessus du par. Phil Mickelson, qui menait de un point avant le départ du 17 tour, obtient un double bogey, qui le laisse à un coup du leader. Colin Montgomerie concède également un double bogey sur le 18e trou, finissant lui aussi à un point.
- Cyclisme, Tour de Suisse : l'Allemand Jan Ullrich, en remportant la dernière étape, un contre la montre de 30,7 km, remporte l'épreuve devant l'Espagnol Koldo Gil.
- Sport automobile, Champcar : l'Américain A.J. Allmendinger remporte le Grand Prix de Portland, 5e épreuves de la saison.

## Lundi19 juin
- Hockey sur glace, LNH : les Hurricanes de la Caroline remportent la Coupe Stanley après avoir remporté le 7e match contre les Oilers d'Edmonton 3 à 1.

## Mardi20 juin
- Basket-ball :
  - NBA : Miami Heat remporte le titre 2006 après avoir battu les Dallas Mavericks, à Dallas, par 95-92 , lors du sixième match de la finale NBA.
  - Championnat d'Italie : Trévise devient champion d'Italie en battant Bologne par 69 à 68 lors de la 4e rencontre de la série, disputée au meilleur des 5 matchs.

## Mercredi21 juin
- Basket-ball, Championnat d'Espagne : Unicaja Malaga remporte le titre espagnol en battant le Tau Vitoria 3 manches à 0.

## Samedi24 juin
- Rugby à XV : Afrique du Sud - France : 26-36 au Cap
- Tennis : Richard Gasquet remporte le tournoi ATP de Nottingham
- Football, huitièmes de finale de la Coupe du monde :
  - Allemagne - Suède: 2-0
  - Argentine - Mexique : 2 - 1 (après prolongations)
- Vitesse moto, Grand Prix des Pays-Bas : en Moto GP, l'américain Nicky Hayden conforte sa place de leader du championnat en remportant la victoire sur le circuit d'Assen. En 125 cm3, victoire du Finlandais Mika Kallio alors que l'Espagnol Jorge Lorenzo remporte la catégorie 250 cm3.

## Dimanche25 juin
- Football, huitièmes de finale de la Coupe du monde :
  - Angleterre - Équateur : 1-0;
  - « Bataille de Nuremberg » Portugal - Pays-Bas : 1-0.
- Rugby à XV, finale à Clermont-Ferrand du championnat du monde des moins de 21 ans : France 24-13 Afrique du Sud.
- Sport automobile :
  - Grand Prix automobile du Canada de Formule 1 : l'espagnol Fernando Alonso remporte son premier grand prix sur le circuit Gilles Villeneuve devant l'allemand Michael Schumacher et le finlandais Kimi Räikkönen.
  - Champcar : l'Américain A.J. Allmendinger remporte sa deuxième victoire consécutive. Le Français Sébastien Bourdais, leader du championnat, a été accidenté puis brièvement hospitalisé.

## Lundi26 juin
- Football, huitièmes de finale de la Coupe du monde :
  - Suisse - Ukraine : 0 - 0 (0 -3 aux tirs au but);
  - Italie - Australie : 1-0.

## Mardi27 juin
- Football,
  - huitièmes de finale de la coupe du monde :
    - Brésil - Ghana: 3 - 0;
    - Espagne - France: 1 - 3.

  - Coupe du monde : le Brésilien Ronaldo, en marquant contre le Ghana son quinzième but en trois coupes du monde, devient le plus grand buteur en phase finale. Auparavant, le record était détenu par l'Allemand Gerd Müller avec 14 réalisations en deux phases finales, 1970 et 1974.

## Mercredi28 juin
- Basket-ball, NBA : pour la première fois de l'histoire de la draft, un européen, l'Italien Andrea Bargnani évoluant au Benetton Trévise, est choisi au premier rang. Il a été choisi par les Toronto Raptors.

## Jeudi29 juin
- Athlétisme , coupe d'Europe 2006 : disputée à Malaga en Espagne, elle est remportée par l'équipe de France chez les hommes et par la Russie chez les femmes.

## Vendredi30 juin
- Football: quarts de finale de la Coupe du monde :
  - Allemagne - Argentine : 1 - 1 (4 à 2 aux tirs au but);
  - Italie - Ukraine : 3 - 0.

## Principaux rendez-vous sportifs du mois de juin 2006
- 29 mai au 11 juin : Tennis, Internationaux de France de tennis
- 2 juin : Athlétisme : meeting de la Golden League à Oslo
- 2 juin au 4 juin : Rallye, Rallye de l'Acropole
- 4 juin : Compétition motocycliste : Grand Prix d'Italie de moto vitesse
- 4 juin au 11 juin : Cyclisme, Critérium du Dauphiné libéré
- 8 juin au 22 juin : Basket-ball : finale de la NBA
- 9 juin au 9 juillet : Football : Coupe du monde de football 2006 en Allemagne
- 10 juin : Rugby à XV : finale du Championnat de France de rugby
- 10 juin au 18 juin : Cyclisme, Tour de Suisse
- 11 juin : Formule 1 : Grand Prix de Grande-Bretagne
- 15 au 18 juin : golf, US Open de golf
- 17 juin au 18 juin : Compétition automobile : 24 Heures du Mans
- 18 juin : Basket-ball : finale du Championnat de France masculin de basket-ball
- 18 juin : Compétition motocycliste : Grand Prix de Catalogne de moto vitesse
- 24 juin : Compétition motocycliste : Grand Prix des Pays-Bas de moto vitesse
- 25 juin : Formule 1 : Grand Prix du Canada
- 26 juin au 9 juillet : Tennis, Tournoi de Wimbledon
- 28 juin au 29 juin : Athlétisme : coupe d'Europe à Malaga
- 29 juin au 29 juillet : Voile : Tour de France à la voile